# Miciman
Miciman (în rusă мичман) este un grad militar în Marina Militară Rusă și în Marina Sovietică. El este folosit, de asemenea, și în alte câteva țări. Acest rang este echivalent cu cel de praporșcik în Armata de uscat și Aviația rusă și sovietică. Potrivit sistemului NATO acest grad ar putea fi comparabil cu cel de OR-9b în forțele armate ale NATO. În Marina Rusă există două grade de miciman: miciman și starși miciman.

## Uniunea Sovietică
Gradul de miciman major (echivalent în armată și forțele aeriene cu cel de praporșcik major) a fost adăugat în 1981. Federația Rusă a păstrat gradele militare din Uniunea Sovietică în 1991.

### Însemnele gradului demiciman
|        | Miciman                       | Miciman                       | Miciman                     | Miciman                     | Miciman                     | Miciman                     | Starși miciman (OR-9a)      |
| (OR-8) | (OR-8)                        | (OR-8)                        | (OR-8)                      | (OR-8)                      | (OR-9b)                     |                             | Starși miciman (OR-9a)      |
|        |                               |                               |                             |                             |                             |                             |                             |
|        | Însemne de mânecă (1940−1943) | Însemne de mânecă (1940−1943) | Însemne de umăr (1943−1953) | Însemne de umăr (1954−1957) | Însemne de umăr (1957−1971) | Însemne de umăr (1971-1994) | Însemne de umăr (1981-1994) |

| grad inferior: Glavni starșina (Subofițer superior al navei) | Miciman | grad superior: Starși miciman (Miciman major) |

## Gradul demicimanîn alte țări
Următoarele țări folosesc un grad similar:
- Azerbaidjan: în azeră miçman
- Lituania: în lituaniană mičmanas
- Polonia: în poloneză chorąży marynarki
- Ucraina: în ucraineană мічман, transliterat: miciman